# Люн, Изабелла
Изабелла Люн (иер. 梁洛施, кант.-рус. Лён Локси; род. 23 июня 1988, Макао), урождённая Луиза Изабелла Ноласко да Силва (порт. Luisa Isabella Nolasco da Silva) — гонконгская певица, актриса и модель.

## Биография
Изабелла Люн родилась в 1988 году в Макао. Её отец португальско-английского происхождения, а мать — китаянка. Отец умер, когда Изабелле было шесть месяцев. Мать воспитывала её в одиночку.
Обучалась в школах Гонконга и Макао. Для обеспечения семьи в двенадцать лет бросила школу и стала работать моделью. С 1996 по 1999 год снималась в рекламе. В шестнадцать лет начала певческую карьеру, выпустив дебютный альбом.
Карьеру актрисы начала в 2005 году. За роль Мун в фильме «Не трогай меня!» была номинирована в категории «Лучший актёрский дебют» на Гонконгской кинопремии. Больше всего известна по роли Линь в «Мумии: Гробница императора драконов».

## Личная жизнь
С 2008 по 2011 год состояла в отношениях с бизнесменом Ричардом Ли, младшим сыном Ли Ка-шинга. У бывшей пары три сына.

## Фильмография
| год  | фильм                               | роль   |
| ---- | ----------------------------------- | ------ |
| 2005 | Глаз 3: Бесконечность               | Эприл  |
| 2005 | Не трогай меня                      | Мун    |
| 2005 | Отряд «Дракон»                      | Дочь   |
| 2006 | Мальчик-выпускник                   | Уинзли |
| 2006 | Дневник                             | И      |
| 2006 | Изабелла                            | Ян     |
| 2007 | Паучьи лилии                        | Такэко |
| 2008 | Мумия: Гробница императора драконов | Линь   |
| 2015 | Шепот сердец                        |        |